# Östermaren (Rådmansö socken, Uppland)
Östermaren är en sjö i Norrtälje kommun i Uppland och ingår i Norrtäljeån-Åkerströms kustområde.